# 英國內閣辦公廳
，另稱內閣府，是一個英國內閣部門，負責輔佐英國首相及英國內閣。
內閣辦公廳由不同單位組成，協助各個內閣委員會的工作，以及進行跨部門協調以實現政府的施政目標。截止2021年10月，該部門有大約10,200名職員，而大部份職員在白廳工作。首相辦公室的職員亦是內閣辦公廳的一部份。
此部門實際上由蘭開斯特公爵領地事務大臣領導，並由兩名國務大臣、兩名政務次官及多名高級公務員支援。現任大臣為麥法德。

## 職能
- 支援政府齊心施政，確保政策能獲有效制定、協調和實施
- 支持國家安全委員會和聯合情報組織（英语：Joint Intelligence Organisation (United Kingdom)），協調政府的應對危機及管理英國的網絡安全
- 透過創新、更好的採購和專案管理以及轉變服務提供方式，促進整個政府的效率和改革
- 推動公開政府數據，提高政府工作透明度
- 打造一支卓越的公務員隊伍，提升其能力和效率
- 政治及憲制改革

## 歷史
成立於1916年12月，該部門的前身是帝國防務委員會的秘書處，由首任內閣秘書長莫里斯·漢基爵士領導。
傳統上，內閣事務部的主要職能是通過為各個內閣委員會提供行政支援及服務，以促進內閣的集體負責制。自1981年起，內閣事務部亦繼承前公務員事務部的部份職能，協助各個部長推動其優先施政重點。
內閣辦公廳还包括一些在其他部门中不太合适的单位。例如：
- 歷史科成立於1906年，隸屬帝国防务委员会；主要负责编纂正史。
- 聯合情報委員會（英语：Joint Intelligence Committee (United Kingdom)）成立於1936年，並於1957年轉屬該部門；主要负责处理情报评估和指导英国的各個国家情报组织。
- 礼仪科成立於1937年，並於1981年轉屬該部門；最初涉及国家的所有仪式性职能，但現今亦會处理荣誉和任命。

在现代，內閣辦公廳通常负责当时政府优先考虑的政策领域。随着政府优先事项的变化，管理这些领域的单位也会进出內閣辦公廳。

## 大臣團隊
截止2024年7月，內閣事務部的政府大臣如下：
| 姓名                     | 職位                                              |
| 內閣大臣                 | 內閣大臣                                          |
| ------------------------ | ------------------------------------------------- |
| 麥法德 議員閣下          | 蘭開斯特公爵領地事務大臣                          |
| 國務大臣                 |                                                   |
| 佟世民 議員閣下，FRHistS | 內閣事務部部長（憲法及歐盟關係部長） 財政部主計長 |
| 李雅怡 議員              | 不管部部長                                        |
| 政務次官                 |                                                   |
| 喬治亞·古爾德 議員，OBE  | 內閣事務部政務次官                                |
| 阿貝納·奧蓬-阿薩雷 議員  | 內閣事務部政務次官                                |

## 管轄部門
行政辦公室
- 首相辦公室

內閣部門
- 下議院領袖辦公室
- 上議院領袖辦公室

非內閣部門
- 英國統計局（英语：UK Statistics Authority）

行政機構
- 官方商業服務署（英语：Crown Commercial Service）
- 政府產業署（英语：Government Property Agency (United Kingdom)）

行政型公營機構
- 公務員敍用委員會（英语：Civil Service Commission (United Kingdom)）
- 平等及人權委員會（英语：Equality and Human Rights Commission）

諮詢型公營機構
- 公職任命專員
- 商業任命諮詢委員會（英语：Advisory Committee on Business Appointments）
- 公僕標準委員會（英语：Committee on Standards in Public Life）
- 上議院任命委員會（英语：House of Lords Appointments Commission）
- 保安審查申訴小組
- 高級人員薪酬審查機構
- 社會流動委員會（英语：Social Mobility Commission）

其他
- 公職任命專員
- 評估工作小組
- 政府物業管理署
- 政府大臣標準獨立顧問
- 基礎設施和專案管理局
- 平等及機會事務部
- 遊說顧問登記處
- 樞密院公署
- 英國新冠疫情紀念委員會